# Eva Farfánová Barriosová
Eva Farfánová Barriosová, rozená Eva Konvalinová (* 19. duben 1950, Chrudim), je česká archeoložka, spisovatelka, pedagožka, turistická průvodkyně a kurátorka. Již od mala ji zajímala archeologie. Studovala prehistorii a národopis na Filosofické fakultě Karlovy university. Později se seznámila se svým manželem – Peruáncem a pokračovala ve studiu archeologie v americkém Utahu na Brigham Young University, než se roku 1973 přestěhovali do Limy, hlavního města Peru. Zde pokračovala ve studiích peruánské archeologie a etnologie na Universitě Svatého Marka. V prvních letech zde pracovala jako archeoložka převážně na Středním pobřeží Peru a krátký čas i v Cuzcu. Svojí archeologickou činností se zasloužila o poznávání starých civilizací středních And. Později se věnovala výuce na vysokých školách v Limě. Nejdříve na Universidad Femenina Sagrado Corazón (UNIFE) a později na Universidad Ricardo Palma. Za 28 let, co strávila v Peru, procestovala téměř celou Střední a Jižní Ameriku.
Roku 2001 se vrátila natrvalo zpět do Čech, kde až do konce školního roku 2018/2019 pracovala jako profesorka španělštiny na pražském Gymnáziu Ústavní. Koncem roku 2019 se stala kurátorkou světové výstavy „Poklad Inků“ v Brně.
Je autorkou několika knih o Peru a peruánské historii: Peruánské obrázky (2005), Pohřbená tajemství starého Peru (2009) a Sexuální život ve starém Peru (2014), Synové boha Slunce. Vzestup a pád říše Inků (2019), Peru: Mýty, legendy a realita (2023)  a mnoha odborných článků.

## Dílo
- Peruánské obrázky (2005)
- Pohřbená tajemství starého Peru (2009)
- Sexuální život ve starém Peru (2014)
- Synové boha Slunce, vzestup a pád říše Inků (2019)
- Peru: Mýty, legendy a realita (2023)